# مكتب التنظيم والرقابة
مكتب التنظيم والرقابة هو الجهة التنظيمية المستقلة لإمارة أبوظبي المسؤولة عن الإشراف على المياه والصرف الصحي والكهرباء.

## التاريخ
تأسس مكتب التنظيم والرقابة في عام 1999 في أعقاب إقرار القانون المرجعي لقانون الإمارة رقم (2) لعام 1998. وخلال عامي 1997 و 1998 ، تم تشكيل لجنة للخصخصة من قبل حكومة أبو ظبي لدراسة نموذج المملكة المتحدة للتجميع والخصخصة من قبل وزارة المياه والكهرباء (WED) التي كانت منظمة متكاملة رأسياً مملوكة لحكومة أبوظبي . في نهاية المطاف ، تم تقسيم قطاع المياه والكهرباء إلى 12 شركة بما في ذلك: الإنتاج (4 إيقاف) ، النقل والتوزيع والإمداد (2 إيقاف) مشتر واحد وعدد من الشركات الأصغر في مجالات مثل الخدمات عن بعد وتجميع الجزر.

## هيكل الدخل
لا يتم تمويل مكتب التنظيم والرقابة (RSB) من قبل حكومة أبوظبي ولكن من خلال تطبيق رسوم الترخيص لحاملي التراخيص. اعتبارًا من أغسطس 2014 ، يوجد أكثر من 40 من حاملي التراخيص في القطاع.